# Клочего (Верона)
Клочего је насеље у Италији у округу Верона, региону Венето.
Према процени из 2011. у насељу је живело 141 становника. Насеље се налази на надморској висини од 96 м.